# مخابرات خفر السواحل
مخابرات خفر السواحل هي فرع المخابرات العسكرية في خفر السواحل بالولايات المتحدة الأمريكية، وأحد مكونات جهاز الأمن المركزي في وزارة الدفاع بالولايات المُتحدة الأمريكية. يُعتبر خفر السواحل بالولايات المتحدة الأمريكية قوات عسكرية نظامية بحرية، متعددة المهام بوزارة الأمن الداخلي بالولايات المتحدة الأمريكية، وأحد الفروع الخمسة بالقوات المسلحة الأمريكية. يتمثّل دورها الأساسي في توفير الحماية للشعب والبيئة والمصالح الاقتصادية الأمريكية، بالإضافة للمصالح الأمنية بكافة المناطق البحرية التي ربما تتعرض للخطر، بما في ذلك المياه الدولية، وسواحل وموانئ الولايات المتحدة الأمريكية وممراتها المائية الداخلية. تُقدم قوات خفر السواحل العديد من الخدمات المميزة للشعب الأمريكي بسبب مزيجها الفريد من القوات العسكرية والإنسانية وقدراتها على إنفاذ القانون، لذلك يعتمد كبار القادة وقادة العمليات على استخبارات خفر السواحل للمساعدة في إتمام كل هذه المهام المتنوعة لخفر السواحل.
ظهرت استخبارات خفر السواحل للوجود عام 1915 من خلال تعيين «كبير ضباط الاستخبارات» في القيادة العامة. نصت المادة 304 في المجموعة الأولى من اللوائح المُنظمة لخفر السواحل على استحداث وظيفة «كبير ضباط الاستخبارات» والذي سيكون على اتصال مباشر بمكتب القائد المُساعد. تتلخص واجبات كبير ضباط الاستخبارات في المادة 614 باللوائح نفسها والتي تنص على: «تأمين المعلومات اللازمة لخفر السواحل لتنفيذ واجباتها، من خلال توزيع هذه المعلومات على الضباط المسؤولين ووحدات عمليات خفر السواحل ووزارة الخزانة والوكلات الأخرى المتعاونة، مع الحفاظ على السجلات والملفات اللازمة لأنشطة إنفاذ القانون».
كانت الوظيفة مجهولة نسبيًا حتى سن قانون الحظر، عندما نما كادر استخبارات خفر السواحل إلى 45 مُحققًا. كانت استخبارات خفر السواحل ناجحة جدًا أثناء الحظر، وأُسست لها شُعبة استخباراتية داخل القيادة العامة عام 1930، ثم مكاتب استخبارات في المقاطعات عام 1933.
شاركت مخابرات خفر السواحل المخابرات الخارجية والداخلية ومكافحة التجسس خلال الحرب العالمية الثانية. أُوكل لها إجراء كافة التحقيقات اللازمة لأفراد خفر السواحل، والتحقيق في طلبات التعيين، بالإضافة إلى التحقيق في الوثائق التجارية البحرية وأكثر من ذلك، فأُوكِل إليها مباشرة التحقيقات بشأن المهام التنظيمية بخفر السواحل، عدا قوانين التفتيش البحرية.
سعى برنامج استخبارات خفر السواحل الحديث لبناء علاقات وشراكات قوية مع أدوات مجتمع الاستخبارات الأمريكية الأخرى لتوفير الدعم اللازم في الوقت المناسب على نطاق واسع لخفر السواحل والمهمات الوطنية التي تقوم بها. تشمل هذه المهمات أمن الموانئ، والبحث والإنقاذ، ومكافحة المخدرات، والهجرة الغير شرعية، وحماية الموارد البحرية الحية. تندرج خدمة مكافحة التجسس بخفر السواحل تحت استخبارات خفر السواحل والتي تحمي خفر السواحل من العملاء الأجانب الذين يحاولون اختراق صفوفهم والمساومة على عملياتهم، وهذا يشمل جمع وتحليل المعلومات الاستخباراتية.

## الآمر (القائد) المُساعد للتحقيقات الجنائية والاستخباراتية
الآمر المساعد للتحقيقات الجنائية والاستخباراتية هو الأدميرال روبرت هايز، وهو المسؤول عن التنسيق والتوجيه والإشراف على أنشطة وعمليات التحقيقات والاستخبارات التي تدعم في مجملها أهداف ومهمات خفر السواحل، والاستراتيجية القومية للأمن الداخلي، وأهداف الأمن القومي.

## نقل بعض المهام المحددة لخدمة التحقيقات بخفر السواحل
أصبحت استخبارات خفر السواحل الزراع الاستقصائية الرئيسية لمجتمع الاستخبارات الأمريكية في عام 1948. تطلّب التفويض بإجراء التحقيقات -المهام الجديدة- عملاء سريين من نوع خاص لتولي ملفات الجريمة ومكافحة التجسس والتحقيقات المتعلقة بأمن الأفراد داخل المناطق الواقعة تحت مسؤولية خفر السواحل، تشمل غالبية هذه الجرائم انتهاك القانون الموحد للعدالة العسكرية.
في عام 1996 وفقًا لمستشار الرئيس الأمريكي للشفافية والكفاءة، فإن خفر السواحل أعادت تنظيم كل مهام التحقيقات الجنائية وخدمات الحماية داخل خدمة التحقيقات بخفر السواحل. تعني مركزية خدمة التحقيقات بخفر السواحل إعادة التنظيم من أعلى إلى أسفل. عمل العملاء السريين لصالح وكلاء إقليميين مسؤولين بخدمة التحقيقات بخفر السواحل. انتشرت مكاتب الوكلاء الإقليميين في سبعة مناطق في بوسطن وبورتسموث وفرجينيا وميامي وكليفلاند ونيو أورلينز وألامدا وكاليفورنيا وسيتل. كان دور الوكلاء الإقليميين نقل التقارير التي حصلوا عليها من العملاء السريين إلى مدير خدمة التحقيقات بخفر السواحل في مقر القيادة الرئيسية، والذي بدوره ينقل التقارير إلى رئيس العمليات ونائب القائد.

## فرق دعم الاستخبارات الميدانية
هي أحد المكونات الحيوية لخفر السواحل لتأمين الموانئ والممرات المائية والسواحل، والموجهة ضد عدد كبير من التهديدات الداخلية. تتمثل المهمة الأساسية لفرق دعم الاستخبارات الميدانية طبقًا لخفر السواحل بالولايات المتحدة الأمريكية في جمع المعلومات الاستخباراتية لأجهزة إنفاذ القانون حول كل التهديدات البحرية، وتبادل المعلومات عبر العلاقات المختلفة مع الكيانات الحكومية والخاصة، وإجراء تحليلات أولية للمعلومات، وإرسال المعلومات الاستخباراتية التكتيكية والعملياتية بشكل مباشر للقادة الميدانيين بالإضافة لوحدات خفر السواحل الأخرى والوكالات الحكومية.

## وحدة الاستخبارات
وقّع الرئيس الأمريكي جورج دبليو بوش في ديسمبر –كانون الأول– عام 2001 على تشريع لتعديل قانون الأمن القومي لعام 1947 لجعل استخبارات خفر السواحل عضوًا في مجتمع الاستخبارات الأمريكية.

## خدمة مكافحة التجسس بخفر السواحل بالولايات المتحدة الأمريكية
توفر هذه الخدمة الحماية لخفر السواحل ضد العملاء الأجانب الذين يحاولون اختراق صفوفهم أو فضح أسرار عملياتهم. يشمل هذا التحقيقات والعمليات وجمع البيانات وتحليلها. المدير الحالي هو ألين موريزون.
يقع على عاتق خدمة مكافحة التجسس حماية عمليات خفر السواحل والأفراد والأنظمة والمنشآت والمعلومات الموجهة ضد الأنشطة الاستخباراتية للكيانات الأجنبية ومحاصرة التهديدات الداخلية. تواجه خدمة مكافحة التجسس هذه التهديدات المختلفة بالاستفادة من التحقيقات والعمليات والتحليلات وأنشطة مكافحة التجسس الإلكتروني ومن الشركاء الفاعلين في العمليات الاستخباراتية ووحدات إنفاذ القانون.